# Apeadeiro de Azurva
O Apeadeiro de Azurva é uma gare ferroviária do Ramal de Aveiro, que serve a localidade de Azurva, no distrito de Aveiro, em Portugal.

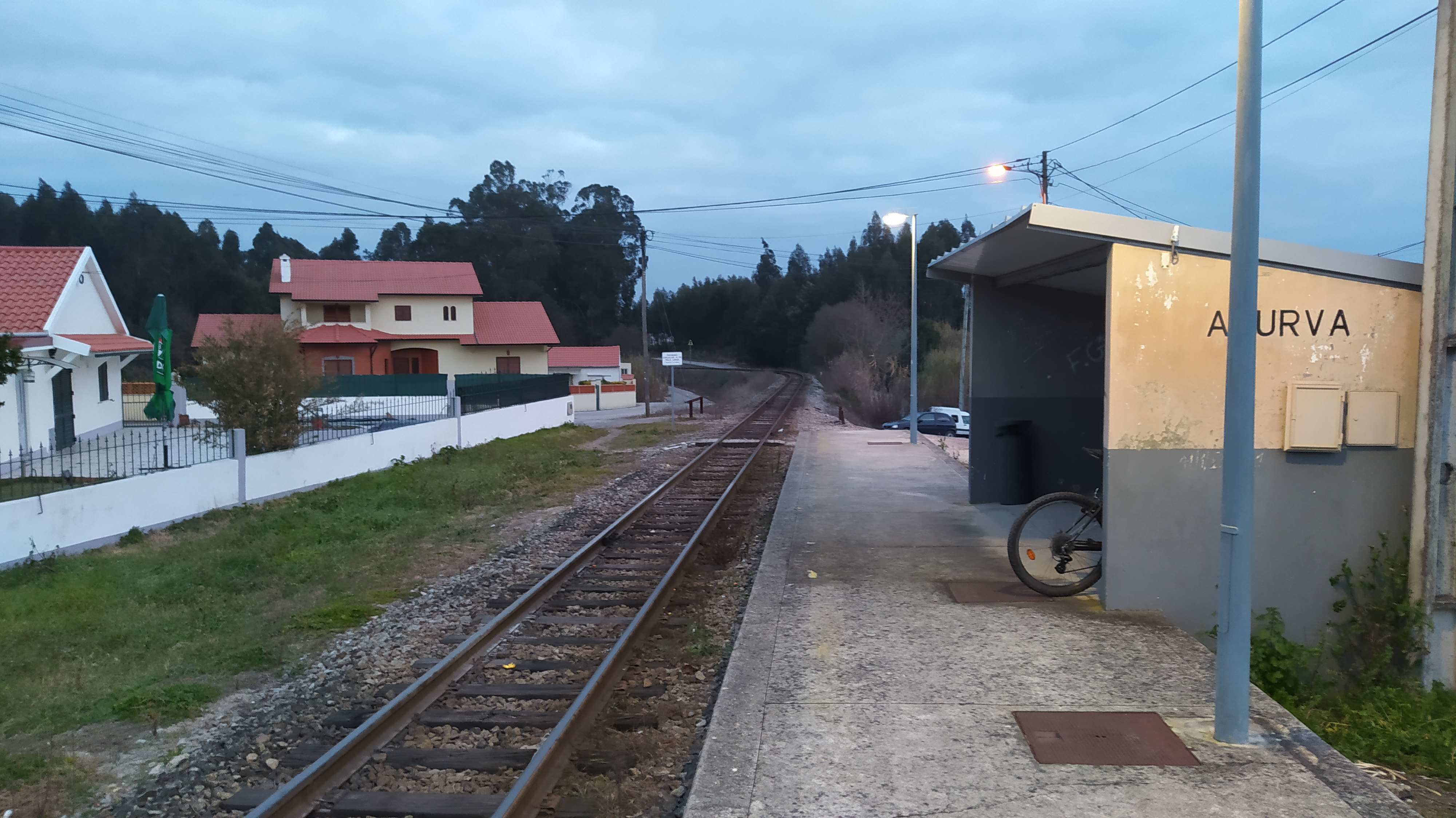
Vista geral do apeadeiro, em 2021.

## Descrição

### Serviços
Em dados de 2022, esta interface é servida por comboios de passageiros da C.P. de tipo regional, com onze circulações diárias em cada sentido, entre Aveiro e Sernada do Vouga (três destas encurtadas a Águeda ou a Macinhata do Vouga); como habitual nos apeadeiros desta linha, trata-se de uma paragem condicional, devendo os passageiros avisar antecipadamente o revisor para desembarques e assinalar da plataforma ao maquinista para embarques.

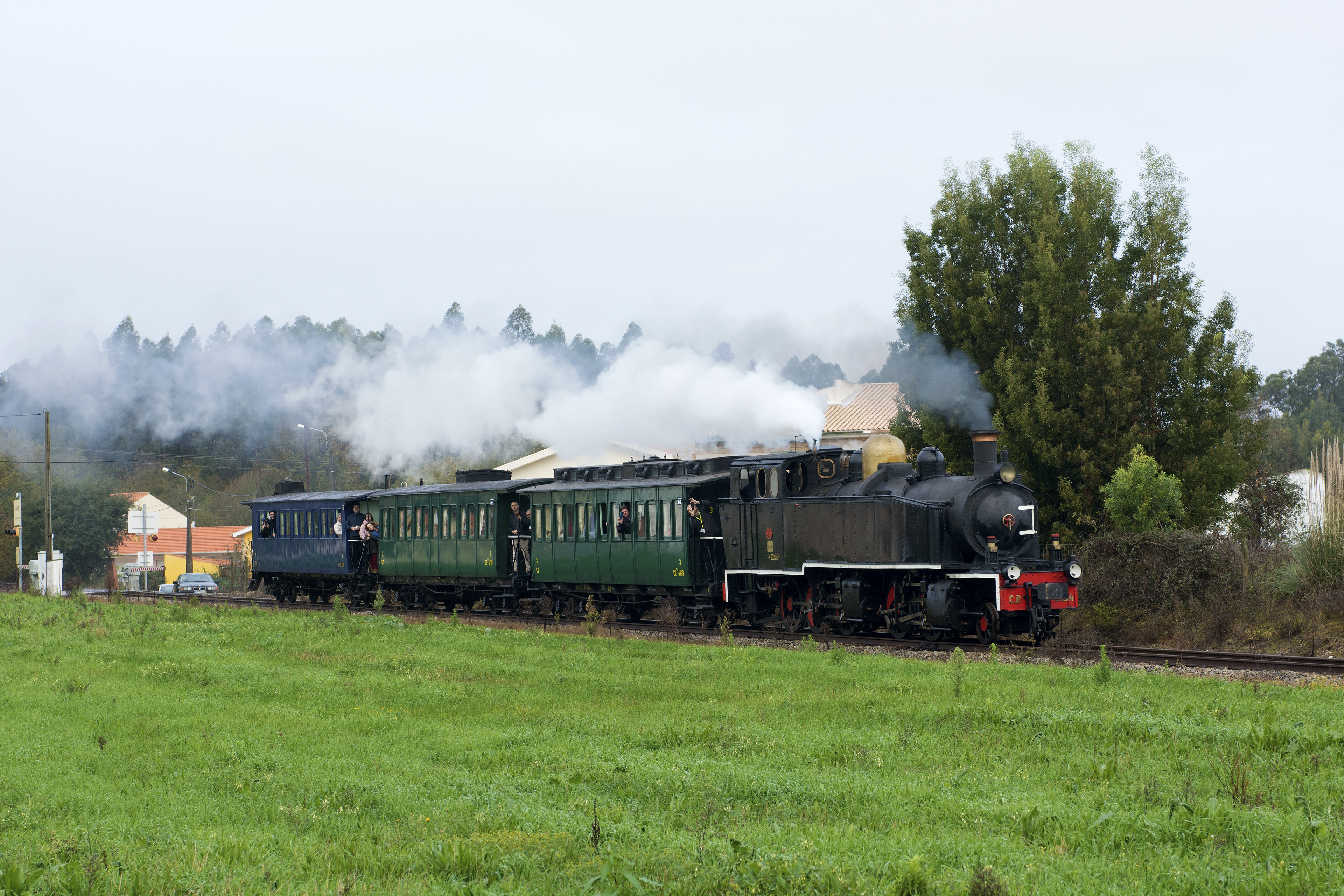
Comboio histórico circulando junto a Azurva, em 2019.

## História
Este apeadeiro situa-se no troço entre Albergaria-a-Velha e Aveiro da rede ferroviária do Vouga, que foi inaugurado em 8 de Setembro de 1911, tendo sido construído pela Compagnie Française pour la Construction et Exploitation des Chemins de Fer à l'Étranger. (Em 1 de Janeiro de 1947, a gestão da rede do Vouga passaria a ser realizada pela Companhia dos Caminhos de Ferro Portugueses.)
Azurva não consta ainda dos horários da Linha do Vouga em 1939, tendo sido criado posteriormente. Em 1985, este interface era ainda um ponto de paragem na linha, com infraestrutura mínima, sem plataformas nem abrigo para os passageiros — que foram mais tarde edificados.